# Pulitzer-Preis 1942
Der Pulitzer-Preis 1942 war die 26. Verleihung des renommierten US-amerikanischen Literaturpreises. Es wurden Preise in 13 Kategorien im Bereich Journalismus und dem Bereich Literatur, Theater und Musik vergeben.
Erstmals wurden Preise in den neu geschaffenen Kategorien Berichterstattung im Inland per Telegrafie, Auslandsberichterstattung per Telegrafie und Fotografie vergeben.
Die Jury bestand aus 13 Personen, unter anderem dem Präsidenten der Columbia-Universität Nicholas Murray Butler und Joseph Pulitzer, Sohn des Pulitzer-Preis-Stifters und Herausgeber des St. Louis Post-Dispatch.

## Preisträger
| Kategorie                                                                        | Preisträger                                              | Begründung |
| -------------------------------------------------------------------------------- | -------------------------------------------------------- | --- |
| Dienst an der Öffentlichkeit (Public Service)                                    | Los Angeles Times                                        | Preis verliehen für eine erfolgreiche Kampagne, die zur Bestätigung der, in der Verfassung verankerten, Pressefreiheit führte.                  |
| Berichterstattung (Reporting)                                                    | Stanton Delaplane, San Francisco Chronicle               | Preis verliehen für die Berichterstattung über die Bestrebungen in mehrere Counties in Oregon und Kalifornien einen 49. Bundesstaat zu gründen. |
| Korrespondenz (Correspondence)                                                   | Carlos P. Rómulo, Philippines Herald                     | Preis verliehen für seine Beobachtungen und Einschätzungen der Situation in Fernost von Hongkong bis Batavia.                                   |
| Berichterstattung im Inland per Telegrafie (Telegraphic Reporting – National)    | Louis Stark of The New York Times                        | Preis verliehen für die Berichterstattung über die Situation der Arbeitskräfte.                                                                 |
| Auslandsberichterstattung per Telegrafie (Telegraphic Reporting – International) | Laurence Edmund Allen, Associated Press                  | Preis verliehen für seine Berichterstattung als akkreditierte Korrespondent der britischen Mittelmeerflotte.                                    |
| Leitartikel (Editorial Writing)                                                  | Geoffrey Parsons, New York Herald Tribune                | Preis verliehen für seine Arbeit im Laufe des Jahres.                                                                                           |
| Karikatur (Editorial Cartooning)                                                 | Herbert Lawrence Block, Newspaper Enterprise Association | Preis verliehen für British Plane. |
| Fotografie (Photography)                                                         | Milton Brooks, The Detroit News                          | Preis verliehen für die Fotografie mit dem Titel Ford Strikers Riot.                                                                            |

| Kategorie                                                   | Preisträger                                                      |
| ----------------------------------------------------------- | ---------------------------------------------------------------- |
| Roman (Novel)                                               | In This Our Life (dt. Titel: So ist das Leben) von Ellen Glasgow |
| Geschichte (History)                                        | Reveille in Washington, 1860–1865 von Margaret Leech             |
| Biographie oder Autobiographie (Biography or Autobiography) | Crusader in Crinoline von Forrest Wilson                         |
| Dichtung (Poetry)                                           | The Dust Which Is God von William Rose Benet                     |